# Rézentières
Rézentières település Franciaországban, Cantal megyében. Lakosainak száma 110 fő (2022. január 1.). Rézentières Coren, Ferrières-Saint-Mary, Saint-Mary-le-Plain, Talizat és Vieillespesse községekkel határos.

## Népesség
A település népessége az elmúlt években az alábbi módon változott:
| Lakosok száma | 182  | 147  | 129  | 124  | 115  | 113  | 110  | 108  | 108  | 110  |
|               | 1968 | 1982 | 1990 | 2006 | 2013 | 2015 | 2017 | 2019 | 2020 | 2022 |